# Український науково-методичний центр практичної психології і соціальної роботи НАПН України
Український науково-методичний центр практичної психології і соціальної роботи створено з метою забезпечення розвитку національної системи освіти і науки, здійснення теоретичного та методичного супроводу діяльності психологічної служби і психолого-медико-педагогічних консультацій системи освіти України шляхом упровадження у практику новітніх наукових розробок, методів і технологій.

## Загальна інформація
Системна робота із створення психологічної служби в освітній галузі розпочалася з 1991 р., коли в Інституті психології ім. Г. С. Костюка АПН України був створений новий підрозділ — Центр психологічної служби в системі народної освіти. У листопаді того ж року відбулася перша всеукраїнська конференція з практичної психології (м. Луцьк).
У 1993 р. було розроблено і прийняте перше положення про психологічну службу системи освіти.
7 серпня 1998 року спільним наказом Міністерства освіти України і Академії педагогічних наук України (наказ № 254/24) було створено Український науково-методичний центр практичної психології і соціальної роботи. На той час Центр налічував 8 осіб співробітників.
У 2002 році в структуру Центра улилась Центральна психолого-медико-педагогічна консультація.
Рішенням колегії Міністерства освіти і науки України від 17 березня 2011 р. (протокол № 2/4-3) Міністерство вийшло із складу засновників Центру. Одноосібним засновником Центру стала Національна академія педагогічних наук України.
У 2014 році було створено дві лабораторії: лабораторія прикладної психології освіти та лабораторія методичного забезпечення психолого-медико-педагогічних консультацій .

## Основні завдання
- Здійснення фундаментальних і прикладних наукових досліджень, реалізація завдань державних цільових програм на замовлення законодавчих та виконавчих органів державної влади, установ і закладів системи освіти, інших організацій.

- Обґрунтування теоретико-методологічних засад становлення і розвитку практичної психології і соціальної педагогіки в Україні.

- Комплексний аналіз соціальної ситуації особистісного та психічного розвитку дітей і молоді, вивчення психологічних механізмів соціалізації особистості, підвищення її соціально-адаптаційних можливостей, особистісного зростання.

- Вивчення громадської та професійної думки з актуальних проблем розвитку практичної психології і соціальної педагогіки системи освіти України.

- Науково-просвітницька діяльність, ознайомлення широких верств населення з результатами науково-дослідницького пошуку у сфері практичної психології і соціальної педагогіки.

- Представлення здобутків вітчизняної теорії і практики з питань практичної психології і соціальної педагогіки на національному та міжнародному рівні.

- Науково-методичне керівництво психологічною службою системи освіти України та діяльністю системи психолого-медико-педагогічних консультацій, визначення напрямів і пріоритетів їх розвитку.

- Участь у розробленні концепцій, програм розвитку освіти, проведенні наукової експертизи державних рішень, постанов, документів, прогнозування їх соціально-психологічних та політико-психологічних результатів, підготовка рекомендацій щодо застосування результатів проведених досліджень в освітній та суспільній практиці.

- Підготовка здобувачів на другому (магістерському) та третьому (освітньо-науковому) рівнях вищої освіти.

## Сучасна структура
- Лабораторія прикладної психології освіти

Дослідження лабораторії прикладної психології освіти ґрунтується на положенні про специфічні функції прикладної психології в системі психологічного знання і практики, такі як синтез різних за своєю природою методологічних і теоретичних поглядів на психіку людини та закономірності її розвитку; аналіз та узагальнення досвіду психологічного практикування, його методів, методик, прийомів; розробку  методів, методик і технологій психологічного практикування та формулювання проблем і предметів окремих наукових досліджень. Отже усім науково-методичним надбанням лабораторії притаманна практична орієнтованість. Співробітники лабораторії створюють посібники, методичні рекомендації, навчальні програми, це дозволяє оновлювати і удосконалювати методичний інструментарій працівників психологічної служби системи освіти.
Тематика науково-дослідної роботи за три роки існування лабораторії наступна.  У 2014-2016 рр. виконувалось наукове дослідження за темою: «Наукові та організаційно-методичні засади вдосконалення діяльності психологічної служби і психолого-медико-педагогічних консультацій системи освіти». Нині наукові працівники лабораторії виконують прикладні дослідження за двома темами, з 2016 року - «Науково-методичні засади надання соціально-педагогічної допомоги дітям і сім’ям, що опинились у складних життєвих обставинах внаслідок військових конфліктів» і, починаючи з 2017 р., - «Науково-методичні засади розроблення та впровадження алгоритмів, циклограм, діагностичних мінімумів діяльності працівників психологічної служби системи освіти».
Важливим напрямом діяльності лабораторії є щорічне здійснення всеукраїнських моніторингів розвитку психологічної служби системи освіти, ставлення учасників навчально-виховного процесу до проблем збереження психічного і фізичного здоров’я, протиправної поведінки підлітків, надання допомоги внутрішньо переселеним особам, дітям і сім’ям учасників АТО та ін., вивчаються питання діяльності працівників служби в умовах об’єднаних територіальних громад.
В складі лабораторії працюють 2 доктори, 5 кандидатів наук. 
Сторінка лабораторії прикладної психології освіти на офіційному сайті УНМЦ практичної психології і соціальної роботи [Архівовано 7 листопада 2017 у Wayback Machine.]
- Лабораторія психологічного супроводу дітей з особливими освітніми потребами

## Директори
Цушко Іван Іванович — 1998—2000 роки
Панок Віталій Григорович — з 1 серпня 2000 року по теперішній час

## Науковий доробок

### Видання
Найбільш вагомими результатами наукової і впроваджувальної роботи Центру є підручники, методичні та практичні посібники «Основи практичної психології», «Психологічна служба», «Науково-методичні засади діяльності психологічної служби», «Психологічна служба ВНЗ», «Прикладна психологія».
Електронний архів наукових праць на офіційному сайті УНМЦ практичної психології і соціальної роботи [Архівовано 16 жовтня 2017 у Wayback Machine.]
Електронний архів наукових праць в Електронній бібліотеці НАПН України [Архівовано 23 жовтня 2017 у Wayback Machine.]

### Науково-методичні заходи
Результати досліджень наукові працівники Центру апробують на науково-практичних масових заходах: міжнародних, всеукраїнських та міжрегіональних конференціях, науково-практичних семінарах, семінарах-практикумах, круглих столах, різноманітні конкурсах та виставках. Загалом, тільки за останні п'ять років співробітниками Центру організовано та проведено: форумів — 2, конференцій — 9; семінарів — 24, круглих столів — 5; педагогічних читань — 2 та інших масових заходів — 17.

### Науково-просвітницька діяльність в соціальних мережах
Сучасні інформаційно-комунікаційні технології надають широкі можливості для організації співпраці співробітників Центру з науковцями і практиками, впровадження результатів науково-дослідної роботи. Український науково-методичний центр практичної психологій і соціальної роботи представлено в соціальній мережі Facebook.
Офіційна сторінка УНМЦ практичної психології і соціальної роботи в соціальній мережі [Архівовано 15 березня 2022 у Wayback Machine.]